# Machizukuri
Machizukuri (jap. まちづくり) ist ein japanischer Begriff, der sich am ehesten mit „Stadtgestaltung“ übersetzen lässt. Er wurde 1962 von einer Bürgerbewegung in Nagoya geprägt, die gegen den Bau eines achtstöckigen Apartmenthauses in ihrer Nachbarschaft protestierte. Seitdem hat der Begriff, wie viele politische Schlagworte, zahlreiche Wandlungen in seiner Schreibweise und Bedeutung erfahren.

## Geschichte

### 1960er
In den 1960er Jahren war das Machizukuri vor allem ein Gegenbegriff zu Toshi keikaku (都市計画), der zentral gesteuerten Stadtplanung. Es war ein Ausdruck von Ablehnung und Protest, das Ziel war vor allem die Erhaltung des traditionellen Stadtbilds. Neben dem Protest waren ein Mittel die Machizukuri Funds, in denen Geld für kleine lokale Entwicklungsvorhaben gesammelt wurde.
Bis 1968 waren im Stadtplanungsgesetz alle Planungskompetenzen im Bauministerium konzentriert, erst dann setzte langsam ein Prozess ein, der Kompetenzen an Präfekturen und Kommunen weiterreichte. Auch die Einbeziehung der Bürger in den Planungsprozess musste erst erkämpft werden.
Geschrieben wurde das Wort Machizukuri in seiner ursprünglichen Form 街づくり, mit dem Kanji 街 für Stadtviertel.

### 1970er
In den 1970er Jahren wurden die ersten Eigeninitiativen gestartet, um das Wohnumfeld zu verbessern. Der Fokus verlagerte sich vom Protest zu einer kooperativen Partizipation, das Ziel wandelte sich in Richtung lokaler Wirtschaftsförderung, Nutzung der vorhandenen Ressourcen, und Wahrung der Identität des Viertels. Als Mittel kam der Workshop hinzu, bei dem sich die engagierten Bürger mit Experten und der zuständigen Verwaltung austauschten.
Die Bürger waren dabei allerdings auf den Willen der lokalen und präfekturalen Verwaltung angewiesen, was im japanischen Beamtenapparat ein Umdenken nötig machte. 
Dabei wurde auch der Begriff Machizukuri verändert, es wurde nun ein anderes Kanji (町) mit sehr ähnlicher Bedeutung (machi) und gleicher Aussprache verwendet.

### 1980er
In den 1980er Jahren wurde die Schreibweise wieder geändert, nun dominierte die reine Hiragana-Schreibung まちづくり. 
Der Fokus wandelte sich in Richtung „softer“ Maßnahmen zur Förderung von Altenpflege, Kinderbetreuung, Wohlfahrt, sozialem Wohnungsbau und Katastrophenschutz im kleinen.
Fortschrittliche Lokalverwaltungen begannen, den Bürger aktiv in den Planungsprozess einzubeziehen, zum Beispiel durch Umfragen und Ideenwettbewerbe. Dies funktionierte vor allem bei kleinen Projekten, die die Anwohner direkt betrafen, etwa die Einrichtung von Spielplätzen. Je größer der Maßstab der Planungen, umso mehr nahm die Effektivität dagegen ab.
Problematisch in den 1980er Jahren waren vor allem die hohen Bodenpreise, die den Aufkauf von privatem Boden für gemeinschaftliche Zwecke stark erschwerte.

### 1990er
In den 1990er Jahren wurden die ersten kommunalen Masterpläne entwickelt, bei denen in der Ausarbeitung die Partizipation der Bürger fest eingeplant wurde.
Machizukuri wurde auch von der Bauindustrie als Modewort aufgegriffen, und in der Rōmaji-Schreibung verwendet, also in lateinischen Buchstaben, um dem ganzen einen modernen, westlichen Flair zu verleihen.

## Problemfelder
Zahlreiche Probleme, vor denen japanische Städte stehen oder standen, versucht man durch Machizukuri-Projekte zu lösen:
- Der Niedergang der traditionellen Einkaufsstraßen (Shōtengai)
- Distrikte mit dichter, katastrophengefährdeter und teilweise abrissreifer Holzhausbebauung
- Verschattung und Bodenversiegelung
- Umnutzung von Industriebrachflächen
- Mängel im Straßennetz: enge Straßen und Sackgassen, fehlende Ausfallstraßen
- fehlende Barrierefreiheit
- Bedürfnisse einer alternden Bevölkerung

## Projekte
Machizukuri-Projekte dienen vor allem der lokalen Wohnumfeldverbesserung und betreffen daher nur ein kleines Gebiet. Im letzten Jahrzehnt wurden zahlreiche Vorhaben vom zuständigen Ministerium für Land, Infrastruktur und Transport mit Subventionen gefördert. Das ist insofern wichtig, da im zentralistischen Japan die Lokalverwaltungen oft über unzureichende Finanzmittel verfügen. 
- Pocket Parks sind nur wenige Quadratmeter groß, oft bieten sie gerade mal einem einzelnen Baum Platz. In den überbauten Großstädten bieten sie dennoch eine kleine Ruheinsel und mögliche Rettung im Katastrophenfall.
- Bezirkslehrpfade helfen den Bewohnern, ihren Lebensbereich besser kennenzulernen und stärken so die Identifikation der Bevölkerung mit ihrem Wohngebiet
- Eine „weiche“ Maßnahme ist die Ausbildung von Freiwilligen für die Nachbarschaftshilfe, etwa für Alte und Behinderte
- Lokale „Machizukuri-Satzungen“ regeln die Kooperation zwischen Bürgern und Verwaltung, und können besondere Vorschriften enthalten, etwa zum Landschaftsschutz oder zur Einheitlichkeit des Stadtbilds.
- Denkmalschutz